# Rhophodon problematica
Rhophodon problematica é uma espécie de gastrópode  da família Charopidae.
É endémica da Austrália.